# Cricket World Cup 2019
Der ICC Cricket World Cup 2019 wurde vom 30. Mai bis zum 14. Juli 2019 in England und Wales ausgetragen. Es war der zwölfte Cricket World Cup im vierjährlichen Turnierzyklus im One-Day International-Format, der vom Weltverband International Cricket Council (ICC) organisiert wird, und der fünfte in England. Das Land war zuvor Gastgeber der Cricket World Cups 1975, 1979, 1983 und 1999, mehr als jedes andere Land.
Zehn Cricket-Nationalmannschaften nahmen am Cricket World Cup 2019 teil: Der Gastgeber England, die sieben besten Mannschaften der ODI Championship (Australien, Bangladesch, Indien, Neuseeland, Pakistan, Sri Lanka und Südafrika), sowie die zwei besten Mannschaften des Cricket World Cup Qualifier 2018 (Afghanistan und die West Indies). Während des Cricket World Cup 2019 wurden 48 Spiele absolviert, darunter 45 in der Vorrunde und drei in der Finalrunde, einschließlich des Finales. Das Turnier begann am 30. Mai mit dem Eröffnungsspiel zwischen dem Gastgeber England und Südafrika im Londoner The Oval. Alle Mannschaften wurden einer Gruppe zugeordnet, wobei jedes Team einmal gegen die anderen der Gruppe antrat. Die vier besten Mannschaften der Gruppe erreichten hiernach das Halbfinale, dessen Gewinner im Finale am 14. Juli im Lord’s in London aufeinandertrafen. Dieser World Cup wurde im One-Day International-Format ausgetragen, wobei jedes Team jeweils ein Innings über maximal 50 Over bestritten hat. Ein ähnliches Format wurde zuvor beim Cricket World Cup 1992 in Australien und Neuseeland angewendet und auch der Cricket World Cup 2023 in Indien wird in diesem Format ausgespielt.
Australien, England, Indien und Neuseeland erreichten das Halbfinale. Neuseeland besiegte Indien und England den Titelverteidiger Australien, wonach der Gastgeber England das Finale im Lord’s in London gegen den Finalisten aus 2015 Neuseeland mit mehr Boundaries im entscheidenden Super Over und damit seinen ersten Titel gewann. Seit dem Cricket World Cup 1992 war es das erste Mal, dass im Finale zwei Mannschaften aufeinandertrafen, die zuvor noch keinen Cricket World Cup gewonnen hatten. England wurde nach Indien 2011 und Australien 2015 der dritte Gastgeber nacheinander, der das Turnier gewann. Außerdem war dies nach Fußball 1966 und Rugby Union 2003 der dritte Weltmeistertitel in einer der beliebtesten Sportarten Englands, den die jeweilige Nationalmannschaft gewinnen konnte. Lord’s war zum fünften Mal Austragungsort eines Finales, mehr als jedes andere Cricketstadion. Südafrika erreichte erstmals seit dem Cricket World Cup 2003 – der unter anderem in Südafrika stattfand – nicht die Finalrunde.
Der International Cricket Council hatte vor dem Cricket World Cup 2015 angekündigt, dass lediglich die zehn besten Cricketnationen an den Turnieren 2019 und 2023 teilnehmen durften. Dies zog große Kritik auf sich, da vor allem die Associate Member des ICC fürchteten, dass sie von der Qualifikation zum World Cup hinter den Test-Nationen zurückfallen würden. Begründet wurde dieser Schritt mit einer besseren Vermarktungsmöglichkeit des Wettbewerbes, da alle Teams dann wettbewerbsfähig wären. Hinzu kam, dass mit der Ernennung von Afghanistan und Irland zu Test-Nationen erstmals Vollmitglieder des ICC nicht an der Weltmeisterschaft teilnehmen können. Simbabwe qualifizierte sich erstmals seit 1979 nicht für einen Cricket World Cup. Erstmals in der Turniergeschichte war die Hälfte der teilnehmenden Mannschaften aus Südasien. Alle anderen Kontinente (Afrika, Amerika, Australien, Europa und Ozeanien) stellten je nur eine Nationalmannschaft.
Mit etwa 1,6 Fernsehzuschauern weltweit war der Cricket World Cup 2019 der meistgesehene Cricket World Cup bisher. Das Spiel zwischen den „Erzrivalen“ Indien und Pakistan am 16. Juni 2019 in Old Trafford in Manchester sahen etwa eine Milliarde Fernsehzuschauer. Die 48 Spiele wurden von insgesamt 752.000 Zuschauern besucht, die drittmeisten bei einem Cricket World Cup nach den Turnieren 2023 und 2015.

## Vergabe
Der ICC vergab die drei Weltmeisterschaften 2011, 2015 und 2019 am 30. April 2006. Dabei verlor die gemeinsame Bewerbung von Australien und Neuseeland zunächst in der Vergabe der Weltmeisterschaft 2011 mit drei zu zehn Stimmen gegen die gemeinsame Bewerbung von Bangladesch, Indien, Pakistan und Sri Lanka. Im weiteren Verlauf der Sitzung wurde dann Australien und Neuseeland der Zuschlag für die Austragung im Jahr 2015 gegeben, nachdem England sich ausschließlich für 2019 beworben hatte.
Die Bewerbung war Teil einer breit angelegten Strategie Großbritanniens, die vorsah, in der „Dekade des Sports“ möglichst viele sportlich hochkarätige Wettbewerbe der 2010er Jahre auszurichten. Dazu gehörten auch die Olympischen Sommerspiele 2012, die Rugby-League-Weltmeisterschaft 2013, die Commonwealth Games 2014, die Rugby-Union-Weltmeisterschaft 2015 und die Fußball-Weltmeisterschaft 2018 (die allerdings nach Russland vergeben wurde).

## Teilnehmer
Zehn Cricket-Nationalmannschaften nahmen am Cricket World Cup 2019 teil, eine Verminderung gegenüber den 14 Teilnehmern der Cricket World Cups 2011 und 2015. Der Gastgeber und die sieben besten Mannschaften der ICC ODI Championship mit Stichtag 30. September 2017 qualifizierten sich automatisch für den Cricket World Cup. Australien, Bangladesch, England (Gastgeber), Indien, Neuseeland, Pakistan, Sri Lanka und Südafrika qualifizierten sich damit direkt für den Cricket World Cup 2019.
Afghanistan und Irland erhielten am 22. Juni 2017 vom International Cricket Council Test-Cricket-Status zuerkannt, beide Mannschaften mussten jedoch weiterhin an der Qualifikation zum Cricket World Cup teilnehmen. Aufgrund ihrer niedrigen Platzierung auf der ODI-Rangliste mussten die West Indies ebenfalls an der Qualifikation zum Cricket World Cup teilnehmen, was ihnen in der ICC ODI Championship gelang.
83 Nationalmannschaften nahmen an der Qualifikation um die zwei verbliebenen Plätze für den Cricket World Cup teil, wovon schließlich zehn am Cricket World Cup Qualifier 2018 in Simbabwe teilnahmen. Die West Indies qualifizierten sich als erste Mannschaft, nachdem sie Schottland mit fünf Runs nach der Duckworth-Lewis-Stern Method besiegten. Afghanistan folgte den West Indies ins Turnier mit einem Sieg gegen Irland von fünf Wickets, wodurch sowohl Irland als auch Simbabwe ausschieden. Damit verpasste Simbabwe erstmals seit 1983 ein Cricket World Cup. Damit konnten sich erstmals zwei Test-Cricket-Länder – Irland und Simbabwe – nicht für einen Cricket World Cup qualifizieren. Außerdem war der Cricket World Cup 2019 das erste Turnier ohne assoziierte Mitglieder. Die zehn teilnehmenden Mannschaften hatten auch am Cricket World Cup 2015 teilgenommen, wodurch es keine Debütanten gab.

Teilnehmende Länder des Cricket World Cups 2019; insgesamt 24 Teams nahmen teil.
Gastgeber
Qualifiziert über ICC ODI Championship
Qualifiziert über Qualifier
Nicht Qualifiziert über Qualifier
Keine Teilnahme

| Land        | Qualifikationsgrundlage              | Turnierteilnahme | Letztmalige Teilnahme | Bestes Ergebnis                            |
| ----------- | ------------------------------------ | ---------------- | --------------------- | ------------------------------------------ |
| England     | Gastgeber                            | Zwölfte          | 2015                  | Finalist (1979, 1987, 1992)                |
| Australien  | ICC ODI Championship                 | Zwölfte          | 2015                  | Weltmeister (1987, 1999, 2003, 2007, 2015) |
| Bangladesch | ICC ODI Championship                 | Sechste          | 2015                  | Viertelfinale (2015)                       |
| Indien      | ICC ODI Championship                 | Zwölfte          | 2015                  | Weltmeister (1983, 2011)                   |
| Neuseeland  | ICC ODI Championship                 | Zwölfte          | 2015                  | Finalist (2015)                            |
| Pakistan    | ICC ODI Championship                 | Zwölfte          | 2015                  | Weltmeister (1992)                         |
| Sri Lanka   | ICC ODI Championship                 | Zwölfte          | 2015                  | Weltmeister (1996)                         |
| Südafrika   | ICC ODI Championship                 | Achte            | 2015                  | Halbfinale (1992, 1999, 2007, 2015)        |
| Afghanistan | ICC Cricket World Cup Qualifier 2018 | Zweite           | 2015                  | Vorrunde (2015)                            |
| West Indies | ICC Cricket World Cup Qualifier 2018 | Zwölfte          | 2015                  | Weltmeister (1975, 1979)                   |

## Austragungsorte

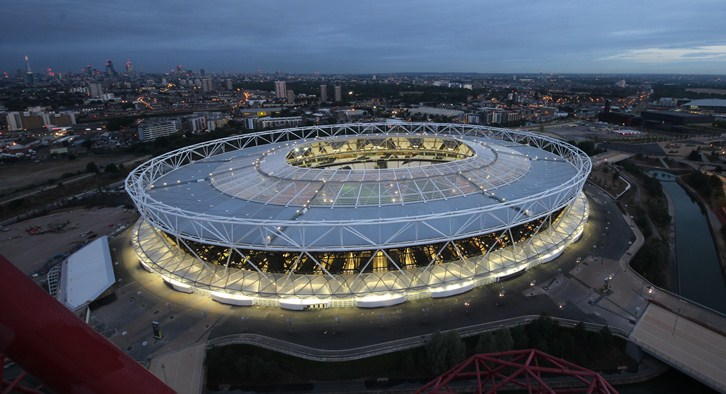
Entgegen den ursprünglichen Plänen konnte Londons Olympiastadion während des Cricket World Cup 2015 nicht verwendet werden

Der englische Verband ECB sah in seiner Planung aus dem Jahr 2014 zunächst elf Stadien für den Wettbewerb vor. Hinzu kam der Plan, dass das London Stadium für einzelne Spiele genutzt werden könnte, wenn der Weltverband seine Zustimmung gibt. Die Zustimmung des ICC erfolgte im Januar 2017, eine endgültige Entscheidung, die zunächst im Juli 2017 erfolgen sollte, wurde jedoch weiter aufgeschoben. Im Rahmen der Bestätigung des Spielplans wurde am 25. April 2018 bekannt, dass der ECB auf Grund von Unwägbarkeiten (erstmalige Benutzung von Drop-In-Pitches in England, Veränderung der Flutlichtwinkel, hohe Kosten für die Umwandlung des Outfields, Sonneneinstrahlwinkel) auf Austragungen im London Stadium verzichtete. Am 26. April 2018 gab der International Cricket Council die endgültige Stadionliste bekannt. England trug 44 Spiele in zehn Stadien aus, während vier Spiele in einem Waliser Stadion stattfanden.
| Birmingham |

| Bristol |

| Cardiff |

| Chester-le-Street |

| Leeds |

| London (Lord’s) |

| London (Oval) |

| Manchester |

| Nottingham |

| Southampton |

| Taunton |

| Birmingham |

| Bristol |

| Cardiff |

| Chester-le-Street |

| Leeds |

| London (Lord’s) |

| London (Oval) |

| Manchester |

| Nottingham |

| Southampton |

| Taunton |

## Format
Der Cricket World Cup 2019 wurde über 47 Tage zwischen zehn verschiedenen Mannschaften über 46 Spiele ausgetragen. Er begann am 30. Mai 2019 im The Oval in England mit dem Eröffnungsspiel zwischen dem Gastgeber England und Südafrika. Das Turnier endete am 14. Juli im The Oval in London mit dem Finale zwischen England und Neuseeland, wobei England die ICC Cricket World Cup Trophy gewann. Ein ähnliches Format kam beim Cricket World Cup 1992 zu Anwendung, damals nahmen jedoch neun statt zehn Mannschaften teil.

### Spielplan
Der International Cricket Council gab den Spielplan am 26. April 2018 bekannt. Die nachfolgende Tabelle zeigt das tägliche Programm des Cricket World Cup 2019. Dabei steht ein rotes Kästchen für die Eröffnungs- und Schlusszeremonie, ein violettes Kästchen für Vorrundenspiele, ein grünes Kästchen für Finalrundenspiele und ein gelbes Kästchen für das Finale.
| Vorrunde Mai/Juni/Juli | Mi. 29. | Do. 30. | Fr. 31. | Sa. 1.  | So. 2.  | Mo. 3.  | Di. 4.  | Mi. 5.  | Do. 6. | Fr. 7. | Sa. 8. | So. 9. | Mo. 10. | Di. 11. | Mi. 12. | Do. 13. | Fr. 14. | Sa. 15. | So. 16. | Mo. 17. | Di. 18. | Mi. 19. | Do. 20. | Fr. 21. | Sa. 22. | So. 23. | Mo. 24. | Di. 25. | Mi. 26. | Do. 27. | Fr. 28. | Sa. 29. | So. 30. | Mo. 1. | Di. 2. | Mi. 3. | Do. 4. | Fr. 5. | Sa. 6. |
| ---------------------- | ------- | ------- | ------- | ------- | ------- | ------- | ------- | ------- | ------ | ------ | ------ | ------ | ------- | ------- | ------- | ------- | ------- | ------- | ------- | ------- | ------- | ------- | ------- | ------- | ------- | ------- | ------- | ------- | ------- | ------- | ------- | ------- | ------- | ------ | ------ | ------ | ------ | ------ | ------ |
| Zeremonien             |         |         |         |         |         |         |         |         |        |        |        |        |         |         |         |         |         |         |         |         |         |         |         |         |         |         |         |         |         |         |         |         |         |        |        |        |        |        |        |
| Vorrunde               |         | 1       | 1       | 2       | 1       | 1       | 1       | 2       | 1      | 1      | 2      | 1      | 1       | 1       | 1       | 1       | 1       | 2       | 1       | 1       | 1       | 1       | 1       | 1       | 2       | 1       | 1       | 1       | 1       | 1       | 1       | 2       | 1       | 1      | 1      | 1      | 1      | 1      | 2      |
| Finalrunde Juli        | So. 7.  | Mo. 8.  | Di. 9.  | Mi. 10. | Do. 11. | Fr. 12. | Sa. 13. | So. 14. |        |        |        |        |         |         |         |         |         |         |         |         |         |         |         |         |         |         |         |         |         |         |         |         |         |        |        |        |        |        |        |
| Zeremonien             |         |         |         |         |         |         |         |         |        |        |        |        |         |         |         |         |         |         |         |         |         |         |         |         |         |         |         |         |         |         |         |         |         |        |        |        |        |        |        |
| Finalrunde             |         |         | 1       | 1       | 1       |         |         | 1       |        |        |        |        |         |         |         |         |         |         |         |         |         |         |         |         |         |         |         |         |         |         |         |         |         |        |        |        |        |        |        |

| Farblegende                  |
| Eröffnungs- und Schlussfeier |
| Vorrunde                     |
| Finalrunde                   |
| Finale                       |

### Vorrunde
Der Cricket World Cup 2019 wurde zwischen zehn Nationalmannschaften ausgespielt. Für die Vorrunde wurden die Mannschaften derselben Gruppen zugeteilt. Jede Mannschaft bestritt ein Spiel gegen jede andere der Gruppe. Für einen Sieg gab es zwei Tabellenpunkte, für ein Unentschieden oder No Result einen Punkt, für eine Niederlage keinen Punkt. Hatten zwei Mannschaften dieselbe Anzahl an Tabellenpunkten, wurde der Tabellenrang anhand der Net Run Rate, gefolgt von der Net Bowl Rate und dem direkten Vergleich ermittelt.
Am Ende der Vorrunde qualifizierten sich die vier besten der Gruppe für die Finalrunde.

### Finalrunde
Ab dieser Phase nahm das Turnier ein K.-o.-System an, für das sich die vier besten Mannschaften der Gruppe qualifizierten. Jedes Spiel musste zwingend mit einem Sieg enden. Gab es nach beiden Innings keinen Sieger, wurde das Spiel durch ein Super Over entschieden.

## Schiedsrichter
Der ICC verkündete am 26. April 2019 die Schiedsrichter des Turniers. Dabei wählten sie sechs Referees aus dem Elite Panel of ICC Match Referees, sechzehn Umpires aus dem Elite Panel of ICC Umpires und International Panel of ICC Umpires. Die ausgewählten Spieloffiziellen sind:
| Name                  | Land                | Funktion/Panel |
| --------------------- | ------------------- | -------------- |
| David Boon            | Australien          | Referee        |
| Chris Broad           | England             | Referee        |
| Jeff Crowe            | Neuseeland          | Referee        |
| Ranjan Madugalle      | Sri Lanka           | Referee        |
| Andy Pycroft          | Simbabwe            | Referee        |
| Richi Richardson      | Antigua und Barbuda | Referee        |
| Aleem Dar             | Pakistan            | Umpire         |
| Kumar Dharmasena      | Sri Lanka           | Umpire         |
| Marais Erasmus        | Südafrika           | Umpire         |
| Chris Gaffaney        | Neuseeland          | Umpire         |
| Ian Gould             | England             | Umpire         |
| Richard Illingworth   | England             | Umpire         |
| Richard Kettleborough | England             | Umpire         |
| Nigel Llong           | England             | Umpire         |
| Bruce Oxenford        | Australien          | Umpire         |
| Sundaram Ravi         | Indien              | Umpire         |
| Paul Reiffel          | Australien          | Umpire         |
| Rod Tucker            | Australien          | Umpire         |
| Joel Wilson           | Trinidad und Tobago | Umpire         |
| Michael Gough         | England             | Umpire         |
| Ruchira Palliyaguruge | Sri Lanka           | Umpire         |
| Paul Wilson           | Australien          | Umpire         |

## Mannschaftskader

Gesamtzahl der ODI-Caps aller teilnehmender Mannschaften des Cricket World Cup 2019 zum Turnierbeginn am 30. Mai 2019, bezugnehmend auf die Spieler, die zum ursprünglichen 15-köpfigen Kader gehörten, der am 24. April 2019 dem ICC vorgelegt wurde.

Ein provisorischer Kader musste bis zum 24. April 2019 benannt werden, bis zum 23. Mai 2019 durften die Kader noch angepasst werden. Danach durften nur noch bei Verletzungen Spieler bis zu sieben Tage vor Turnierbeginn nachnominiert werden. Neuseeland benannte seinen Kader am 3. April, Australien und Indien am 15. April, Bangladesch am 16. April, England am 17. April, Pakistan, Sri Lanka und Südafrika am 18. April, Afghanistan am 22. April und die West Indies am 24. April 2019.
| Afghanistan | Australien | Bangladesch | England | Indien |
| --- | --- | --- | --- | --- |
| - Gulbadin Naib (K) - Mohammad Shahzad (wk) - Asghar Afghan - Aftab Alam - Hamid Hassan - Rashid Khan - Mohammad Nabi - Mujeeb ur Rahman - Rahmat Shah - Samiullah Shinwari - Hasmatullah Shahidi - Dawlat Zadran - Najibullah Zadran - Noor Ali Zadran - Hazratullah Zazai | - Aaron Finch (K) - Alex Carey (VK, wk) - Pat Cummins (VK) - Jason Behrendorff - Nathan Coulter-Nile - Usman Khawaja - Nathan Lyon - Shaun Marsh - Glenn Maxwell - Kane Richardson - Steve Smith - Mitchell Starc - Marcus Stoinis - David Warner - Adam Zampa | - Mashrafe Mortaza (K) - Shakib Al Hasan (VK) - Tamim Iqbal - Litton Das (wk) - Mushfiqur Rahim (wk) - Mahmudullah - Mohammad Mithun (wk) - Sabbir Rahman - Mehidy Hasan Miraz - Soumya Sarkar - Rubel Hossain - Mohammad Saifuddin - Mosaddek Hossain - Mustafizur Rahman - Abu Jayed    | - Eoin Morgan (K) - Jos Buttler (VK, wk) - Moeen Ali - Jofra Archer - Jonny Bairstow (wk) - Tom Curran - Liam Dawson - Liam Plunkett - Adil Rashid - Joe Root - Jason Roy - Ben Stokes - James Vince - Chris Woakes - Mark Wood                                   | - Virat Kohli (K) - Rohit Sharma (VK) - Shikhar Dhawan - KL Rahul - Vijay Shankar - MS Dhoni (wk) - Kedar Jadhav - Dinesh Karthik (wk) - Yuzvendra Chahal - Kuldeep Yadav - Bhuvneshwar Kumar - Jasprit Bumrah - Hardik Pandya - Ravindra Jadeja - Mohammed Shami |
| Neuseeland | Pakistan | Sri Lanka | Südafrika | West Indies |
| - Kane Williamson (K) - Tim Southee (VK) - Tom Blundell (wk) - Trent Boult - Colin de Grandhomme - Lockie Ferguson - Martin Guptill - Matt Henry - Tom Latham (wk) - Colin Munro - James Neesham - Henry Nicholls - Mitchell Santner - Ish Sodhi - Ross Taylor              | - Sarfraz Ahmed (K, wk) - Shoaib Malik (VK) - Asif Ali - Babar Azam - Fakhar Zaman - Haris Sohail - Hasan Ali - Imad Wasim - Imam-ul-Haq - Mohammad Amir - Mohammad Hafeez - Mohammad Hasnain - Shadab Khan - Shaheen Afridi - Wahab Riaz                      | - Dimuth Karunaratne (K) - Avishka Fernando - Lahiru Thirimanne - Kusal Mendis (wk) - Kusal Perera (wk) - Angelo Mathews - Dhananjaya de Silva - Thisara Perera - Isuru Udana - Jeffrey Vandersay - Jeevan Mendis - Milinda Siriwardana - Lasith Malinga - Suranga Lakmal - Nuwan Pradeep | - Faf du Plessis (K) - Quinton de Kock (VK, wk) - Hashim Amla - Aiden Markram - Rassie van der Dussen - David Miller - JP Duminy - Andile Phehlukwayo - Dwaine Pretorius - Dale Steyn - Kagiso Rabada - Chris Morris - Lungi Ngidi - Imran Tahir - Tabraiz Shamsi | - Jason Holder (K) - Fabian Allen - Darren Bravo - Carlos Brathwaite - Sheldon Cottrell - Shannon Gabriel - Chris Gayle - Shimron Hetmyer - Shai Hope (wk) - Evin Lewis - Ashley Nurse - Nicholas Pooran - Kemar Roach - Andre Russell - Oshane Thomas            |

## Aufwärmspiele
Wie vor großen Turnieren üblich, finden vor dem World Cup Aufwärmspiele für die Teilnehmer statt, damit diese die Möglichkeit haben, sich auf die Bedingungen einzustellen. Bei diesen trägt jede Mannschaft jeweils zwei Spiele aus. Diese Spiele besitzen keinen ODI-Status.
| 24. Mai Scorecard | Bristol | Pakistan 262 (47.5)               | – | Afghanistan 263-7 (49.4) |
|                   |         | Afghanistan gewinnt mit 3 Wickets |   |                          |

| 24. Mai Scorecard | Cardiff | Südafrika 338-7 (50)          | – | Sri Lanka 251 (42.3) |
|                   |         | Südafrika gewinnt mit 87 Runs |   |                      |

| 25. Mai Scorecard | Southampton | Australien 297-9 (50)          | – | England 285 (49.3) |
|                   |             | Australien gewinnt mit 12 Runs |   |                    |

| 25. Mai Scorecard | London (Oval) | Indien 179 (39.2)                | – | Neuseeland 180-4 (37.1) |
|                   |               | Neuseeland gewinnt mit 6 Wickets |   |                         |

| 26. Mai Scorecard | Bristol | Südafrika 95-0 (12.4/31) | – | West Indies |
|                   |         | No result                |   |             |

| 26. Mai Scorecard | Cardiff | Pakistan | – | Bangladesch |
|                   |         | Abgesagt |   |             |

| 27. Mai Scorecard | Southampton | Sri Lanka 239-8 (50)             | – | Australien 241-5 (44.5) |
|                   |             | Australien gewinnt mit 5 Wickets |   |                         |

| 27. Mai Scorecard | London (Oval) | Afghanistan 160 (38.4)        | – | England 161-1 (17.3) |
|                   |               | England gewinnt mit 9 Wickets |   |                      |

| 28. Mai Scorecard | Bristol | West Indies 421 (49.2)          | – | Neuseeland 330 (47.2) |
|                   |         | West Indies gewinnt mit 91 Runs |   |                       |

| 28. Mai Scorecard | Cardiff | Indien 359-7 (50)          | – | Bangladesch 264 (49.3) |
|                   |         | Indien gewinnt mit 95 Runs |   |                        |

## Vorrunde

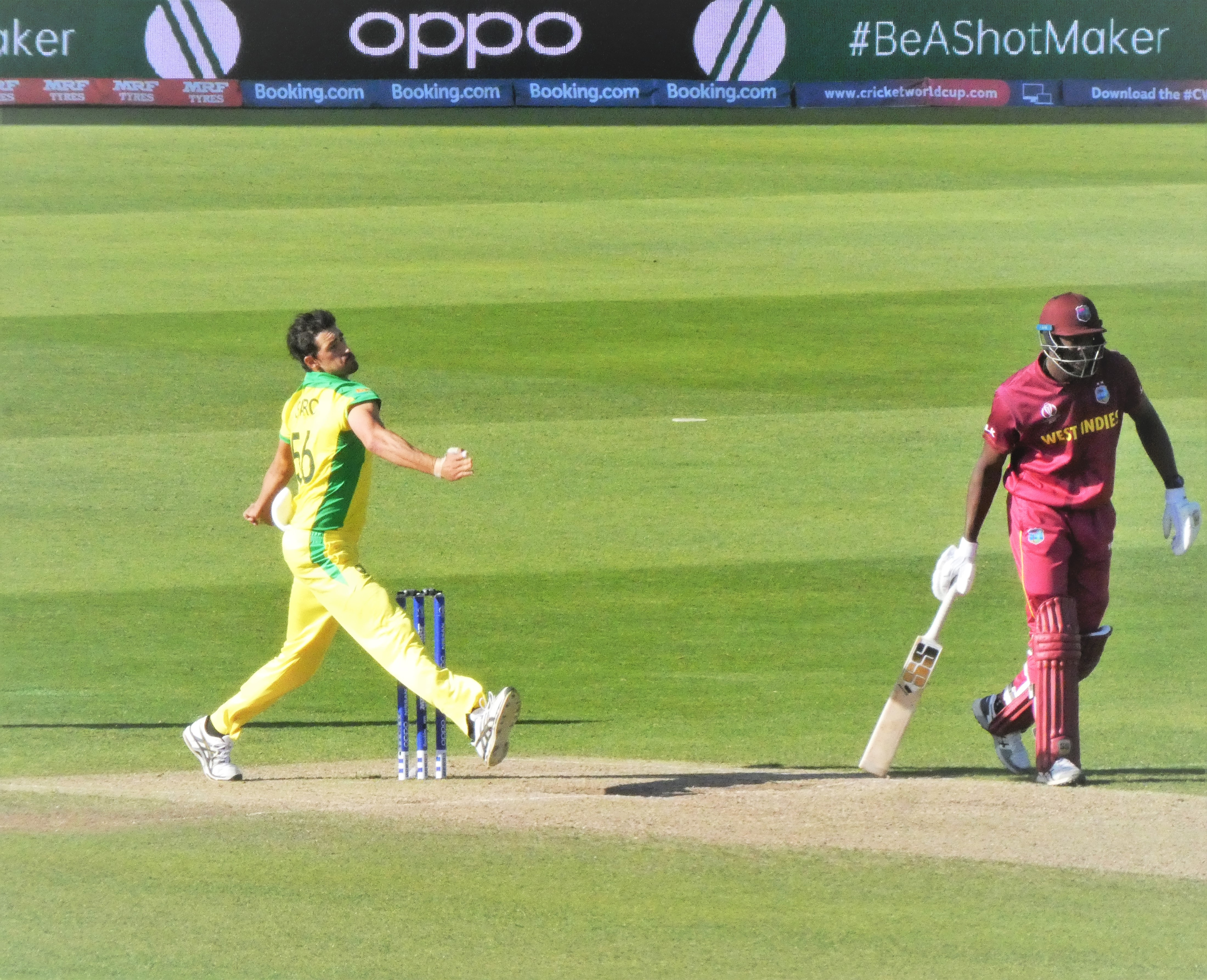
Spiel zwischen Australien und den West Indies am 6. Juni

Zu Beginn der Vorrunde kristallisierten sich schnell die Mannschaften aus Australien, England, Indien und Neuseeland als Favoriten heraus. Das zuvor ebenfalls stark eingeschätzte Südafrika konnte die Erwartungen nicht erfüllen. Vor allem Neuseeland und Indien konnten lange ohne Niederlage bleiben. Die zweite Woche wurde durch Regenfälle dominiert, die insgesamt vier Spiele ausfallen ließen. Während sich die ersten Vier weiter mit Siegen an der Tabellenspitze etablierten, war es Bangladesch, das sich Chancen ermöglichte, das Halbfinale zu erreichen. In der vierten Woche kam es zu mehreren knappen Spielausgängen, bei denen das nennenswerteste Ergebnis die Niederlage Englands gegen Sri Lanka war, die bei dem schweren verbliebenen Restprogramm für England die Perspektive eröffnete, dass der Gastgeber es nicht bis ins Halbfinale schaffen könnte. Durch den Sieg Pakistans über Neuseeland waren diese nun die aussichtsreichsten Kandidaten, Englands Platz im Halbfinale zu erringen. Nachdem sie England deutlich schlagen konnten, war Australien die erste Mannschaft, die sich fürs Halbfinale qualifizierte. England gelang es, durch einen Sieg gegen das bisher ungeschlagene Indien sich wieder gute Chancen auf das Erreichen des Halbfinales zu erspielen. Indien sicherte sich mit einem Sieg gegen Bangladesch die Halbfinalteilnahme und sorgte dafür, dass die Unterlegenen keine Chance mehr hatten, sich für selbiges zu qualifizieren. England gewann sein letztes Spiel gegen Neuseeland und erzielte damit ebenfalls die Qualifikation, während Pakistan im letzten Spiel gegen Bangladesch einen Sieg mit über 300 Runs benötigte, um Neuseeland noch aus dem Halbfinale zu verdrängen. Da sie dieses nicht erreichten, war Neuseeland das letzte Team, das sich für das Halbfinale qualifizierte.
Tabelle
| Vorrunde    | Sp. | S | N | NR | P  | NRR    |
| ----------- | --- | - | - | -- | -- | ------ |
| Indien      | 9   | 7 | 1 | 1  | 15 | +0.809 |
| Australien  | 9   | 7 | 2 | 0  | 14 | +0.868 |
| England     | 9   | 6 | 3 | 0  | 12 | +1.152 |
| Neuseeland  | 9   | 5 | 3 | 1  | 11 | +0.175 |
| Pakistan    | 9   | 5 | 3 | 1  | 11 | −0.430 |
| Sri Lanka   | 9   | 3 | 4 | 2  | 8  | −0.919 |
| Südafrika   | 9   | 3 | 5 | 1  | 7  | −0.030 |
| Bangladesch | 9   | 3 | 5 | 1  | 7  | −0.410 |
| West Indies | 9   | 2 | 6 | 1  | 5  | −0.225 |
| Afghanistan | 9   | 0 | 9 | 0  | 0  | −1.322 |

Spiele
| 30. Mai Scorecard | London (Oval) | England 311-8 (50)           | – | Südafrika 207 (39.5) |
|                   |               | England gewinnt mit 104 Runs |   |                      |

England gewann den Münzwurf und entschied sich, als Schlagmannschaft zu beginnen. Im englischen Innings konnten vier Spieler (Ben Stokes (89 Runs), Eoin Morgan (57), Jason Roy (54) und Joe Root (51)) ein Fifty erzielen. Bester südafrikanischer Bowler war Lungi Ngidi mit drei Wickets. Im südafrikanischen Innings erzielten Quinton de Kock und Rassie van der Dussen mit 68 bzw. 50 Runs ein Fifty. Bester englischer Bowler war Jofra Archer mit drei Wickets.
| 31. Mai Scorecard | Nottingham | Pakistan 105 (21.4)               | – | West Indies 108-3 (13.4) |
|                   |            | West Indies gewinnt mit 7 Wickets |   |                          |

Die West Indies gewannen den Münzwurf und entschieden sich, als Feldmannschaft zu beginnen. Im pakistanischen Innings waren Fakhar Zaman und Babar Azam mit jeweils 22 Runs die besten Batsman. Die besten west-indischen Bowler waren Oshane Thomas mit vier und Jason Holder mit drei Wickets. Im pakistanischen Innings erzielte Chris Gayle 50 Runs. Bester pakistanischer Bowler war Mohammad Amir mit drei Wickets.
| 1. Juni Scorecard | Cardiff | Sri Lanka 136 (29.2)              | – | Neuseeland 137-0 (16.1) |
|                   |         | Neuseeland gewinnt mit 10 Wickets |   |                         |

Neuseeland gewann den Münzwurf und entschied sich, als Feldmannschaft zu beginnen. Im sri-lankischen Innings erzielte Dimuth Karunaratne mit 52 Runs ein Fifty. Die besten neuseeländischen Bowler waren Matt Henry und Lockie Ferguson mit jeweils drei Wickets. Im neuseeländischen Innings erzielten Martin Guptil (73 Runs) und Colin Murno (58) jeweils ein Fifty.
| 1. Juni Scorecard | Bristol | Afghanistan 207 (38.2)           | – | Australien 209-3 (34.5) |
|                   |         | Australien gewinnt mit 7 Wickets |   |                         |

Afghanistan gewann den Münzwurf und entschied sich, als Schlagmannschaft zu beginnen. Im afghanischen Innings erzielte Najibullah Zadran mit 51 Runs ein Fifty. Die besten australischen Bowler waren Pat Cummins und Adam Zampa mit jeweils drei Wickets. Im australischen Innings erzielten David Warner und Aaron Finch mit 86 bzw. 66 Runs ein Fifty. Die besten afghanischen Bowler waren Mujeeb Ur Rahman, Gulbadin Naib und Rashid Khan mit jeweils einem Wicket.
| 2. Juni Scorecard | London (Oval) | Bangladesch 330-6 (50)          | – | Südafrika 309-8 (50) |
|                   |               | Bangladesch gewinnt mit 21 Runs |   |                      |

Südafrika gewann den Münzwurf und entschied sich, als Feldmannschaft zu beginnen. im bangladeschischen Innings erzielten Mushfiqur Rahim und Shakib Al Hasan mit 78 bzw. 75 Runs ein Fifty. Die besten südafrikanischen Bowler waren Andile Phehlukwayo, Chris Morris und Imran Tahir mit jeweils zwei Wickets. Im südafrikanischen Innings erzielte Faf du Plessis mit 62 Runs ein Fifty. Der beste bangladeschische Bowler war Mustafizur Rahman mit drei Wickets.
| 3. Juni Scorecard | Nottingham | Pakistan 348-8 (50)          | – | England 334-9 (50) |
|                   |            | Pakistan gewinnt mit 14 Runs |   |                    |

England gewann den Münzwurf und entschied sich, als Feldmannschaft zu beginnen. Im pakistanischen Innings gelangen Mohammad Hafeez (84 Runs), Babar Azam (63) und Sarfaraz Ahmed (55) jeweils ein Fifty. Die besten englischen Bowler waren Chris Woakes und Moeen Ali mit jeweils drei Wickets. Im englischen Innings gelangen Joe Root und Jos Buttler mit 107 bzw. 103 Runs jeweils ein Century. Der beste pakistanische Bowler war Wahab Riaz mit drei Wickets.
| 4. Juni Scorecard | Cardiff | Sri Lanka 201 (36.5/41)                    | – | Afghanistan 152 (32.4/41) |
|                   |         | Sri Lanka gewinnt mit 34 Runs (D/L method) |   |                           |

Afghanistan gewann den Münzwurf und entschied sich, als Feldmannschaft zu beginnen. Im sri-lankischen Innings gelang Kusal Perera mit 78 Runs ein Fifty. Bester afghanischer Bowler war Mohammad Nabi mit vier Wickets. Im afghanischen Innings war Najibullah Zadran mit 35 Runs der beste Batsman. Die besten sri-lankischen Bowler waren Nuwan Pradeep mit vier und Lasith Malinga mit drei Wickets.
| 5. Juni Scorecard | Southampton | Südafrika 227-9 (50)         | – | Indien 230-4 (47.3) |
|                   |             | Indien gewinnt mit 6 Wickets |   |                     |

Südafrika gewann den Münzwurf und entschied sich, als Schlagmannschaft zu begonnen. Im südafrikanischen Innings war Chris Morris mit 42 Runs der beste Batsman. Bester indischer Bowler war Yuzvendra Chahal mit vier Wickets. Im indischen Innings erzielte Rohit Sharma mit 122 Runs ein Century. Bester südafrikanischer Bowler war Kagiso Rabada mit zwei Wickets.
| 5. Juni Scorecard | London (Oval) | Bangladesch 244 (49.2)           | – | Neuseeland 248-8 (47.1) |
|                   |               | Neuseeland gewinnt mit 2 Wickets |   |                         |

Neuseeland gewann den Münzwurf und entschied sich, als Feldmannschaft zu beginnen. Im bangladeschischen Innings gelang Shakib Al Hasan mit 64 Runs ein Fifty. Bester neuseeländischer Bowler war Matt Henry mit vier Wickets. Im Neuseeländischen Innings erzielte Ross Taylor mit 82 Runs ein Fifty. Für Bangladesch erzielten Mehidy Hasan Miraz, Shakib Al Hasan, Mohammad Saifuddin und Mosaddek Hossain jeweils zwei Wickets.
| 6. Juni Scorecard | Nottingham | Australien 288 (49)            | – | West Indies 273-9 (50) |
|                   |            | Australien gewinnt mit 15 Runs |   |                        |

Die West Indies gewannen den Münzwurf und entschieden sich, als Feldmannschaft zu beginnen. Im australischen Innings gelangen Nathan Coulter-Nile mit 92 und Steve Smith mit 73 Runs jeweils ein Fifty. Bester west-indischer Bowler war Carlos Brathwaite mit drei Wickets. Im west-indischen Innings erzielten Shai Hope mit 68 Runs und Jason Holder mit 51 Runs jeweils ein Fifty. Bester australischer Bowler war Mitchell Starc mit fünf Wickets.
| 7. Juni Scorecard | Bristol | Pakistan | – | Sri Lanka |
|                   |         | Abgesagt |   |           |

Aufgrund von anhaltenden Regenfällen wurde das Spiel abgesagt.
| 8. Juni Scorecard | Cardiff | England 386-6 (50)           | – | Bangladesch 280 (48.5) |
|                   |         | England gewinnt mit 106 Runs |   |                        |

Bangladesch entschied den Münzwurf für sich und entschied sich, als Feldmannschaft zu beginnen. Im englischen Innings erzielte Jason Roy mit 153 Runs ein Century und Jos Buttler mit 64 Runs ein Fifty. Beste bangladeschische Bowler waren Mohammad Saifuddin und Mehidy Hasan Miraz mit jeweils zwei Wickets. Im bangladeschischen Innings erzielte Shakib Al Hasan mit 121 Runs ein Century. Die besten englischen Bowler waren Jofra Archer und Ben Stokes mit jeweils drei Wickets.
| 8. Juni Scorecard | Taunton | Afghanistan 172 (41.1)           | – | Neuseeland 173-3 (32.1) |
|                   |         | Neuseeland gewinnt mit 7 Wickets |   |                         |

Neuseeland gewann den Münzwurf und entschied sich, als Feldmannschaft zu beginnen. Im afghanischen Innings gelang Hashmatullah Shahidi mit 59 Runs ein Fifty. Bester neuseeländischer Bowler war James Neesham mit fünf Wickets, während Lockie Ferguson vier Wickets nahm. Im neuseeländischen Innings erzielte Kane Williamson mit 79 Runs ein Fifty. Für Bangladesch erzielte Aftab Alam drei Wickets.
| 9. Juni Scorecard | London (Oval) | Indien 352-5 (50)          | – | Australien 316 (50) |
|                   |               | Indien gewinnt mit 36 Runs |   |                     |

Indien gewann den Münzwurf und entschied sich, als Schlagmannschaft zu beginnen. Im indischen Innings gelang Shikhar Dhawan mit 117 Runs ein Century, während Virat Kohli (82 Runs) und Rohit Sharma (57 Runs) jeweils ein Fifty schafften. Bester australischer Bowler war Marcus Stoinis mit zwei Wickets. Im australischen Innings erzielten Steve Smith (69 Runs), David Warner (56 Runs) und Alex Carey (55 Runs) jeweils ein Fifty. Besten indischen Bowler waren Bhuvneshwar Kumar und Jasprit Bumrah mit jeweils drei Wickets.
| 10. Juni Scorecard | Southampton | Südafrika 29-2 (7.3) | – | West Indies |
|                    |             | No Result            |   |             |

Aufgrund einsetzender Regenfälle wurde das Spiel abgebrochen.
| 11. Juni Scorecard | Bristol | Bangladesch | – | Sri Lanka |
|                    |         | Abgesagt    |   |           |

Aufgrund anhaltender Regenfälle wurde das Spiel abgesagt.
| 12. Juni Scorecard | Taunton | Australien 307 (49)            | – | Pakistan 266 (45.4) |
|                    |         | Australien gewinnt mit 41 Runs |   |                     |

Pakistan gewann den Münzwurf und entschied sich, als Feldmannschaft zu beginnen. Im australischen Innings gelang David Warner mit 107 Runs ein Century und Aaron Finch mit 82 Runs ein Fifty. Bester pakistanischer Bowler war Mohammad Amir mit fünf Wickets. Im pakistanischen Innings erzielte Imam-ul-Haq mit 53 Runs ein Fifty. Bester australischer Bowler war Pat Cummins mit drei Wickets.
| 13. Juni Scorecard | Nottingham | Indien   | – | Neuseeland |
|                    |            | Abgesagt |   |            |

Aufgrund anhaltender Regenfälle wurde das Spiel abgesagt.
| 14. Juni Scorecard | Southampton | West Indies 212 (44.4)        | – | England 213-2 (33.1) |
|                    |             | England gewinnt mit 8 Wickets |   |                      |

England gewann den Münzwurf und entschied sich, als Feldmannschaft zu beginnen. Im west-indischen Innings gelang Nicholas Pooran mit 63 Runs ein Fifty. Die besten englischen Bowler waren Jofra Archer und Mark Wood mit jeweils drei Wickets. Im englischen Innings gelang Joe Root  mit 100 Runs ein Century. Der beste west-indische Bowler war Shannon Gabriel mit zwei Wickets.
| 15. Juni Scorecard | London (Oval) | Australien 334-7 (50)          | – | Sri Lanka 247 (45.5) |
|                    |               | Australien gewinnt mit 87 Runs |   |                      |

Sri Lanka gewann den Münzwurf und entschied sich, als Feldmannschaft zu beginnen. Im australischen Innings erzielte Aaron Finch mit 153 Runs ein Century, während Steve Smith (73 Runs) ein Fifty erzielte. Die besten sri-lankischen Bowler waren Isuru Udana und Dhananjaya de Silva mit jeweils zwei Wickets. Im sri-lankischen Innings erzielten Dimuth Karunaratne (97) und Kusal Perera (52) jeweils ein Fifty. Bester australischer Bowler war Mitchell Starc mit vier Wickets.
| 15. Juni Scorecard | Cardiff | Afghanistan 125 (34.1/48)       | – | Südafrika 131-1 (28.4/48) |
|                    |         | Südafrika gewinnt mit 9 Wickets |   |                           |

Südafrika gewann den Münzwurf und entschied sich, als Feldmannschaft zu beginnen. Im afghanischen Innings erzielte Rashid Khan 35 Runs. Der beste südafrikanische Bowler war Imran Tahir mit vier Wickets. Im südafrikanischen Innings erzielte Quinton de Kock mit 68 Runs ein Fifty. Bester afghanischer Bowler war Gulbadin Naib mit einem Wicket.
| 16. Juni Scorecard | Manchester | Indien 336-5 (50)                       | – | Pakistan 212-6 (40/40) |
|                    |            | Indien gewinnt mit 89 Runs (D/L method) |   |                        |

Pakistan gewann den Münzwurf und entschied sich, als Feldmannschaft zu beginnen. Im indischen Innings erzielte Rohit Sharma mit 140 Runs ein Century und Virat Kohli mit 77 Runs ein Fifty. Der beste pakistanische Bowler war Mohammad Amir mit drei Wickets. Im pakistanischen Innings erzielte Fakhar Zaman mit 62 Runs ein Fifty. Beste indische Bowler waren Vijay Shankar, Hardik Pandya und Kuldeep Yadav mit zwei Wickets.
| 17. Juni Scorecard | Taunton | West Indies 321-8 (50)            | – | Bangladesch 322-3 (41.3) |
|                    |         | Bangladesch gewinnt mit 7 Wickets |   |                          |

Bangladesch gewann den Münzwurf und entschied sich, als Feldmannschaft zu beginnen. Im west-indischen Innings erzielten Shai Hope (96 Runs), Evin Lewis (70 Runs) und Shimron Hetmyer (50 Runs) jeweils ein Fifty. Die besten bangladeschischen Bowler waren Mohammad Saifuddin und Mustafizur Rahman mit jeweils drei Wickets. Im bangladeschischen Over erzielte Shakib Al Hasan mit 124 Runs ein Century und Liton Das mit 94 Runs ein Fifty. Die besten west-indischen Bowler waren Andre Russell und Oshane Thomas mit jeweils einem Wicket.
| 18. Juni Scorecard | Manchester | England 397-6 (50)           | – | Afghanistan 247-8 (50) |
|                    |            | England gewinnt mit 150 Runs |   |                        |

England gewann den Münzwurf und entschied sich, als Schlagmannschaft zu beginnen. Im englischen Innings erzielte Eoin Morgan  mit 148 Runs ein Century und Jonny Bairstow mit 90 und Joa Root mit 88 Runs jeweils ein Fifty. Die besten afghanischen Bowler waren Dawlat Zadran und Gulbadin Naib mit jeweils drei Wickets. Im afghanischen Innings erzielte Hashmatullah Shahidi mit 76 Runs ein Fifty. Beste englische Bowler waren Jofra Archer und Adil Rashid mit jeweils drei Wickets.
| 19. Juni Scorecard | Birmingham | Südafrika 241-6 (49/49)          | – | Neuseeland 245-6 (48.3/49) |
|                    |            | Neuseeland gewinnt mit 4 Wickets |   |                            |

Neuseeland gewann den Münzwurf und entschied sich, als Schlagmannschaft zu beginnen. Im südafrikanischen Innings erzielten Rassie van der Dussen mit 67 Runs und Hashim Amla mit 55 Runs jeweils ein Fifty. Bester neuseeländischer Bowler war Lockie Ferguson mit drei Wickets. Im neuseeländischen Innings erzielte Kane Williamson mit 100 Runs ein Century und Colin de Grandhomme mit 60 Runs ein Fifty. Bester südafrikanischer Bowler war Chris Morris mit drei Wickets.
| 20. Juni Scorecard | Nottingham | Australien 381-5 (50)          | – | Bangladesch 333-8 (50) |
|                    |            | Australien gewinnt mit 48 Runs |   |                        |

Australien gewann den Münzwurf und entschied sich, als Schlagmannschaft zu beginnen. Im australischen Innings erzielte David Warner mit 166 Runs ein Century und Usman Khawaja (89 Runs) und Aaron Finch (53 Runs) ein jeweils ein Fifty. Bester bangladeschischer Bowler war Soumya Sarkar mit drei Wickets. Im bangladeschischen Innings erzielte Mushfiqur Rahim mit 102 Runs ein Century und Mahmudullah (69 Runs) und Tamim Iqbal (62 Runs) ein jeweils Fifty. Beste australische Bowler waren Mitchell Starc, Nathan Coulter-Nile und Marcus Stoinis mit jeweils zwei Wickets.
| 21. Juni Scorecard | Leeds | Sri Lanka 232-9 (50)          | – | England 212 (47) |
|                    |       | Sri Lanka gewinnt mit 20 Runs |   |                  |

Sri Lanka gewann den Münzwurf und entschied sich, als Schlagmannschaft zu beginnen. Im sri-lankischen Innings erzielte Angelo Mathews mit 85 Runs ein Fifty. Die besten englischen Bowler waren Jofra Archer und Mark Wood mit jeweils drei Wickets. Im englischen Innings erzielten Ben Stokes (82 Runs) und Joe Root (53 Runs) jeweils ein Fifty. Die besten sri-lankischen Bowler waren Lasith Malinga mit vier Wickets und Dhananjaya de Silva mit drei Wickets.
| 22. Juni Scorecard | Southampton | Indien 224-8 (50)          | – | Afghanistan 213 (49.5) |
|                    |             | Indien gewinnt mit 11 Runs |   |                        |

Indien gewann den Münzwurf und entschied sich, als Schlagmannschaft zu beginnen. Im indischen Innings erzielten Virat Kohli (67 Runs) und Kedar Jadhav (52 Runs) jeweils ein Fifty. Die besten afghanischen Bowler waren Gulbadin Naib und Mohammad Nabi mit jeweils zwei Wickets. Im afghanischen Innings erzielte Mohammad Nabi mit 52 Runs ein Fifty. Bester indischer Bowler war Mohammed Shami.
| 22. Juni Scorecard | Manchester | Neuseeland 291-8 (50)            | – | West Indies 286 (49) |
|                    |            | Neuseeland gewinnt mit 5 Wickets |   |                      |

Die West Indies gewannen den Münzwurf und entschieden sich, als Feldmannschaft zu beginnen. Im neuseeländischen Innings erzielte Kane Williamson mit 148 Runs ein Century und Ross Taylor mit 69 Runs ein Fifty. Bester west-indischer Bowler war Sheldon Cottrell mit vier Wickets. Im west-indischen Innings erzielte Carlos Brathwaite mit 101 Runs ein Century und Chris Gayle (87 Runs) und Shimron Hetmyer (54 Runs) jeweils eine Fifty. Die besten neuseeländischen Bowler waren Trent Boult mit vier und Lockie Ferguson mit drei Wickets.
| 23. Juni Scorecard | London (Lord’s) | Pakistan 308-7 (50)          | – | Südafrika 259-9 (50) |
|                    |                 | Pakistan gewinnt mit 49 Runs |   |                      |

Pakistan gewann den Münzwurf und entschied sich, als Schlagmannschaft zu beginnen. Im pakistanischen Innings erzielten Haris Sohail mit 89 Runs und Barbar Azam mit 69 Runs jeweils ein Fifty. Bester südafrikanischer Bowler war Lungi Ngidi mit drei Wickets. Im südafrikanischen Innings erzielte Faf du Plessis mit 63 Runs ein Fifty. Die besten pakistanischen Bowler waren Wahab Riaz und Shadab Khan mit jeweils drei Wickets.
| 24. Juni Scorecard | Southampton | Bangladesch 262-7 (50)          | – | Afghanistan 200 (47) |
|                    |             | Bangladesch gewinnt mit 62 Runs |   |                      |

Afghanistan gewann den Münzwurf und entschied sich, als Feldmannschaft zu beginnen. Im bangladeschischen Innings erzielten Mushfiqur Rahim mit 83 Runs und Shakib Al Hasan mit 51 Runs jeweils ein Fifty. Bester afghanischer Bowler war Mujeeb Ur Rahman mit drei Wickets. Im afghanischen Innings war Samiullah Shinwari mit 49 Runs bester Batsman. Bester bangladeschischer Bowler war Shakib Al Hasan mit fünf Wickets.
| 25. Juni Scorecard | London (Lord’s) | Australien 285-7 (50)          | – | England 221 (44.4) |
|                    |                 | Australien gewinnt mit 64 Runs |   |                    |

England gewann den Münzwurf und entschied sich, als Feldmannschaft zu beginnen. Im australischen Innings erzielte Aaron Finch mit 100 Runs ein Century und David Warner mit 53 Runs ein Fifty. Bester englischer Bowler war Chris Woakes mit zwei Wickets. Im englischen Innings erzielte Ben Stokes mit 89 Runs ein Fifty. Beste australische Bowler waren Jason Behrendorff mit fünf Wickets und Mitchell Starc mit 4 Wickets.
| 26. Juni Scorecard | Birmingham | Neuseeland 237-6 (50)          | – | Pakistan 241-4 (49.1) |
|                    |            | Pakistan gewinnt mit 6 Wickets |   |                       |

Neuseeland gewann den Münzwurf und entschied sich, als Schlagmannschaft zu beginnen. Im neuseeländischen Innings erzielten James Neesham (97 Runs) und Colin de Grandhomme (64 Runs) jeweils ein Fifty. Bester pakistanischer Bowler war Shaheen Afridi mit drei Wickets. Im pakistanischen Innings erzielte Babar Azam mit 101 Runs (not out) ein Century und Haris Sohail mit 68 Runs ein Fifty. Beste neuseeländische Bowler waren Trent Boult, Lockie Ferguson und Kane Williamson mit je einem Wicket.
| 27. Juni Scorecard | Manchester | Indien 268-7 (50)           | – | West Indies 143 (34.2) |
|                    |            | Indien gewinnt mit 125 Runs |   |                        |

Indien gewann den Münzwurf und entschied sich, als Schlagmannschaft zu beginnen. Im indischen Innings erzielten Virat Kohli (72 Runs) und MS Dhoni (56 Runs not out) jeweils ein Fifty. Bester west-indischer Bowler war Kemar Roach mit drei Wickets. Im west-indischen Innings war Sunil Ambris  mit 36 Runs der erfolgreichste Batsman. Bester indischer Bowler war Mohammed Shami mit vier Wickets.
| 28. Juni Scorecard | Chester-le-Street | Sri Lanka 203 (49.3)            | – | Südafrika 206-1 (37.2) |
|                    |                   | Südafrika gewinnt mit 9 Wickets |   |                        |

Südafrika gewann den Münzwurf und entschied sich, als Feldmannschaft zu beginnen. Im sri-lankischen Innings erzielten Kusal Perera und Avishka Fernando mit jeweils 30 Runs die meisten Runs. Die besten südafrikanischen Bowler waren Chris Morris und Dwaine Pretorius mit jeweils drei Wickets. Im südafrikanischen Innings erzielten Faf du Plessis (96 Runs) und Hashim Amla (80 Runs) jeweils ein Fifty. Erfolgreichster sri-lankischer Bowler war Lasith Malinga mit einem Wicket.
| 29. Juni Scorecard | Leeds | Afghanistan 227-9 (50)         | – | Pakistan 230-7 (49.4) |
|                    |       | Pakistan gewinnt mit 3 Wickets |   |                       |

Afghanistan gewann den Münzwurf und entschied sich, als Schlagmannschaft zu beginnen. Im afghanischen Innings waren Asghar Afghan und Najibullah Zadran mit jeweils 42 Runs die erfolgreichsten Batsman. Bester pakistanischer Bowler war Shaheen Shah Afridi. Im pakistanischen Innings war Imad Wasim der erfolgreichste Batsman. Die besten afghanischen Bowler waren Mujeeb Ur Rahman und Mohammad Nabi mit jeweils zwei Wickets.
| 29. Juni Scorecard | London (Lord’s) | Australien 243-9 (50)          | – | Neuseeland 157 (43.4) |
|                    |                 | Australien gewinnt mit 86 Runs |   |                       |

Australien gewann den Münzwurf und entschied sich, als Schlagmannschaft zu beginnen. Im australischen Innings erzielten Usman Khawaja (88 Runs) und Alex Carey (71 Runs) jeweils ein Fifty. Bester neuseeländischer Bowler war Trent Boult mit vier Wickets, darunter einem Hattrick. Im neuseeländischen Innings war Kane Williamson mit 40 Runs der erfolgreichste Batsman. Bester australischer Bowler war Mitchell Starc mit fünf Wickets.
| 30. Juni Scorecard | Birmingham | England 337-7 (50)          | – | Indien 306-5 (50) |
|                    |            | England gewinnt mit 31 Runs |   |                   |

England gewann den Münzwurf und entschied sich, als Schlagmannschaft zu beginnen. Im englischen Over erzielte Jonny Bairstow mit 111 Runs ein Century und Ben Stokes (79 Runs) und Jason Roy (66 Runs) jeweils ein Fifty. Bester indischer Bowler war Mohammed Shami mit fünf Wickets. Im indischen Innings erzielte Rohit Sharma mit 102 Runs ein Century und Virat Kohli mit 66 Runs ein Fifty. Bester englischer Bowler war Liam Plunkett mit drei Wickets.
| 1. Juli Scorecard | Chester-le-Street | Sri Lanka 338-6 (50)          | – | West Indies 315-9 (50) |
|                   |                   | Sri Lanka gewinnt mit 23 Runs |   |                        |

Die West Indies gewannen den Münzwurf und entschieden sich, als Feldmannschaft zu beginnen. Im sri-lankischen Innings erzielte Avishka Fernando mit 104 Runs ein Century und Kusal Perera mit 64 Runs ein Fifty. Bester west-indischer Bowler war Jason Holder mit zwei Wickets. Im west-indischen Innings erzielte Nicholas Pooran mit 118 Runs ein Century und Fabian Allen mit 51 Runs ein Fifty. Bester sri-lankischer Bowler war Lasith Malinga mit drei Wickets.
| 2. Juli Scorecard | Birmingham | Indien 314-9 (50)          | – | Bangladesch 286 (48) |
|                   |            | Indien gewinnt mit 28 Runs |   |                      |

Indien gewann den Münzwurf und entschied sich, als Schlagmannschaft zu beginnen. Im indischen Innings erzielte Rohit Sharma mit 104 Runs ein Century und KL Rahul mit 77 Runs ein Fifty. Bester bangladeschischer Bowler war Mustafizur Rahman mit fünf Wickets. Im bangladeschischen Innings erzielten Shakib Al Hasan (66 Runs) und Mohammad Saifuddin (51 Runs not out) jeweils ein Fifty. Die besten indischen Bowler waren Jasprit Bumrah mit vier und Hardik Pandya mit drei Wickets.
| 3. Juli Scorecard | Chester-le-Street | England 305-8 (50)           | – | Neuseeland 186 (45) |
|                   |                   | England gewinnt mit 119 Runs |   |                     |

England gewann den Münzwurf und entschied sich, als Schlagmannschaft zu beginnen. Im englischen Innings erzielte Jonny Bairstow mit 106 Runs ein Century und Jason Roy mit 60 Runs ein Fifty. Die besten neuseeländischen Bowler waren Trent Boult, Matt Henry und James Neesham mit jeweils zwei Wickets. Im neuseeländischen Innings erzielte Tom Latham mit 57 Runs ein Fifty. Der beste englische Bowler war Mark Wood mit drei Wickets.
| 4. Juli Scorecard | Leeds | West Indies 311-6 (50)          | – | Afghanistan 288 (50) |
|                   |       | West Indies gewinnt mit 23 Runs |   |                      |

Die West Indies gewannen den Münzwurf und entschieden sich, als Schlagmannschaft zu beginnen. Im west-indischen Innings erzielten Evin Lewis und Nicholas Pooran mit jeweils 58 Runs ein Fifty. Der beste afghanische Bowler war Dawlat Zadran mit zwei Wickets. Im afghanischen Innings erzielten Ikram Alikhil (86 Runs) und Rahmat Shah (62 Runs) jeweils ein Fifty. Die besten west-indischen Bowler waren Carlos Brathwaite mit vier Wickets und Kemar Roach mit drei Wickets.
| 5. Juli Scorecard | London (Lord’s) | Pakistan 315-9 (50)          | – | Bangladesch 221 (44.1) |
|                   |                 | Pakistan gewinnt mit 94 Runs |   |                        |

Pakistan gewann den Münzwurf und entschied sich, als Schlagmannschaft zu beginnen. Im pakistanischen Innings erzielte Imam-ul-Haq mit 100 Runs ein Century und Babar Azam mit 96 Runs ein Fifty. Die besten bangladeschischen Bowler waren Mustafizur Rahman mit fünf und Mohammad Saifuddin mit drei Wickets. Im bangladeschischen Innings erzielte Shakib Al Hasan mit 64 Runs ein Fifty. Der beste pakistanische Bowler war Shaheen Shah Afridi mit sechs Wickets.
| 6. Juli Scorecard | Leeds | Sri Lanka 264-7 (50)         | – | Indien 265-3 (43.3) |
|                   |       | Indien gewinnt mit 7 Wickets |   |                     |

Sri Lanka gewann den Münzwurf und entschied sich, als Schlagmannschaft zu beginnen. Im sri-lankischen Innings erzielte Angelo Mathews mit 113 Runs ein Century und Lahiru Thirimanne mit 53 Runs ein Fifty. Der beste indische Bowler war Jasprit Bumrah mit drei Wickets. Im indischen Innings erzielten KL Rahul (111 Runs) und Rohit Sharma (103 Runs) jeweils ein Century. Die besten sri-lankischen Bowler waren Lasith Malinga, Kasun Rajitha und Isuru Udana mit je einem Wicket.
| 6. Juli Scorecard | Manchester | Südafrika 325-6 (50)          | – | Australien 315 (49.5) |
|                   |            | Südafrika gewinnt mit 10 Runs |   |                       |

Südafrika gewann den Münzwurf und entschied sich, als Schlagmannschaft zu beginnen. Im südafrikanischen Innings erzielte Faf du Plessis mit 100 Runs ein Century und Rassie van der Dussen (95 Runs) und Quinton de Kock (52 Runs) jeweils ein Fifty. Die besten australischen Bowler waren Mitchell Starc und Nathan Lyon mit jeweils zwei Wickets. Im australischen Innings erzielte David Warner mit 122 Runs ein Century und Alex Carey mit 85 Runs ein Fifty. Der beste südafrikanische Bowler war Kagiso Rabada mit drei Wickets.

## Halbfinale
| 9./10. Juli Scorecard | Manchester | Neuseeland 239-8 (50)          | – | Indien 221 (49.3) |
|                       |            | Neuseeland gewinnt mit 18 Runs |   |                   |

Neuseeland gewann den Münzwurf und entschied sich, als Schlagmannschaft zu beginnen. Im neuseeländischen Innings begann Neuseeland zunächst mit einer niedrigen Run Rate und verlor früh das erste Wicket von Martin Guptill. Daraufhin konnten diese sich stabilisieren, und Kane Williamson mit 67 Runs und Ross Taylor mit 74 Runs erzielten jeweils ein Fifty. Jedoch wurde die Run Rate weiter als zu niedrig eingeschätzt und, als es nach 46.1 Overn beim Stand von 211/5 zu regnen begann, galt Indien als Favorit. Der Regen endete nicht mehr rechtzeitig, um das Spiel an dem Tag wieder zu beginnen, und so wurde der Reservetag in Anspruch genommen. Neuseeland erzielte in den verbliebenen Overn noch 30 Runs, wobei es drei weitere Wickets verlor. Bester indischer Bowler war Bhuvneshwar Kumar mit drei Wickets. Im indischen Innings schieden die ersten drei indischen Batsman jeweils mit nur einem Run aus. Erst nach dem Fall des vierten Wickets nach 10 Overn konnte sich Indien stabilisieren. Es waren MS Dohni (50 Runs) und Ravindra Jadeja (77 Runs), die mit ihrem Partnership von 116 Runs Indien doch noch Chancen auf den Sieg ermöglichte. Als ein Schlag Jadejas jedoch im 48. Over gefangen wurde und Dohni im 49. Over durch einen direkten Treffer der Stumps von Guptill ein Run Out erlitt, war die Niederlage nicht mehr abzuwenden. Bester Bowler war Matt Henry mit drei Wickets, der diese zu Beginn des Innings erzielt hatte und letztendlich zum Man of the Match bestimmt wurde.
| 11. Juli Scorecard | Birmingham | Australien 223 (49)           | – | England 226-2 (32.1) |
|                    |            | England gewinnt mit 8 Wickets |   |                      |

Australien gewann den Münzwurf und entschied sich, als Schlagmannschaft zu beginnen. Australien verlor schon in den ersten drei Overn seine beiden Eröffnungsschlagmänner Aaron Finch und David Warner. Nach dem Fall des dritten Wickets waren es Steve Smith und Alex Carey, die mit einem Partnership von 104 Runs das Spiel der Australier stabilisierten. Mit dem Ausscheiden Careys geriet Australien weiter unter Druck. Als Smith nach 85 Runs und einem Fifty das achte Wicket durch ein Run Out verlor, konnten die weiteren Batsman der Australier nichts Substantielles mehr hinzufügen. Beste englischen Bowler waren Chris Woakes und Adil Rashid mit jeweils drei Wickets. Im englischen Innings eröffneten Jason Roy und Jonny Bairstow mit einem Partnership von 124 Runs. Roy erzielte insgesamt ein Fifty mit 85 Runs, bevor er in einer umstrittenen Entscheidung sein Wicket verlor. Anschließend waren es Joe Root (49 Runs) und Eoin Morgan (44 Runs), die England im 33. Over ins erste Finale seit dem Cricket World Cup 1992 führten. Die besten australischen Bowler waren Mitchell Starc und Pat Cummins mit jeweils einem Wicket. Als Man of the Match wurde Chris Woakes ausgezeichnet.

## Finale
| 14. Juli Scorecard | London (Lord’s) | Neuseeland 241-8 (50) / 15-1 (1)                        | – | England 241 (50) / 15-0 (1) |
|                    |                 | England gewann mit höherer Anzahl an Boundaries (26-17) |   |                             |

Neuseeland gewann den Münzwurf und entschied sich, als Schlagmannschaft zu beginnen. Nachdem der neuseeländische Eröffnungs-Batter Martin Guptill nach 19 Runs ausgeschieden war, konnten Kane Williamson und Henry Nicholls ein Partnership von 74 Runs aufbauen. Dieses wurde durch den englischen Bowler Liam Plunkett gebrochen, dem zwischen dem 23. und 39. Over drei Wickets gelangen. Dabei erzielte Nicholls mit 55 Runs ein Fifty. Daraufhin konnte der hineinkommende Tom Latham 47 Runs beisteuern, bis er im 49. Over durch Chris Woakes, der ebenfalls drei Wickets erzielte, sein Wicket verlor. Im englischen Innings eröffneten Jason Roy und Jonny Bairstow, wobei Roy im 6. Over sein Wicket verlor. Auch mit dem daraufhin hineinkommenden Joe Root konnte sich kein langes Partnership etablieren und so hatte England bis zum 24. Over, als das vierte Wicket von Eoin Morgan fiel, 86 Runs erzielt und lag deutlich in der Run Rate hinter den Neuseeländern zurück. Die Wende kam mit Ben Stokes und Jos Buttler. In ihrem Partnership erzielten sie 110 Runs, bis Buttler im 45. Over sein Wicket nach 59 Runs und einem Fifty verlor. Ben Stokes hielt sich im Spiel, jedoch gelang es Neuseeland den Druck aufrechtzuerhalten und mehrere Wickets zu erzielen. Im finalen Over galt es für England 15 Runs zu erzielen. Stokes erzielte zwei Sixes, bevor England zwei Wickets durch Run Outs verlor und damit den Spielstand nur ausgleichen konnte. Die besten neuseeländischen Bowler waren Lockie Ferguson und James Neesham mit jeweils drei Wickets. Im Super Over begann England als Schlagmannschaft mit Stokes und Buttler, während Neuseeland Trent Boult als ihren Bowler nominierte. England erzielte zwei Boundaries und erreichte damit 15 Runs ohne ein Wicket zu verlieren. Neuseeland nominierte Guptill und Neesham, während England Jofra Archer als ihren Bowler nominierten. Archer begann mit einem Wide. Der dritte Ball schlug Neesham ein Six und die nächsten beiden Bälle endeten jeweils mit zwei Runs für Neuseeland. Nach einem weiteren Run lag es an Guptill im letzten Ball zwei Runs zu erzielen. Dieser erlitt jedoch nach einem Run ein Run Out und so wurde England erstmals Weltmeister, da es im gesamten Spiel mehr Boundaries erzielte als Neuseeland. Als Man of the Match wurde Ben Stokes ausgezeichnet.

## Statistiken

Ergebnis des Cricket World Cups 2019:
Sieger
Finalist
Halbfinalteilnahme
In der Gruppenphase ausgeschieden
Keine Teilnahme

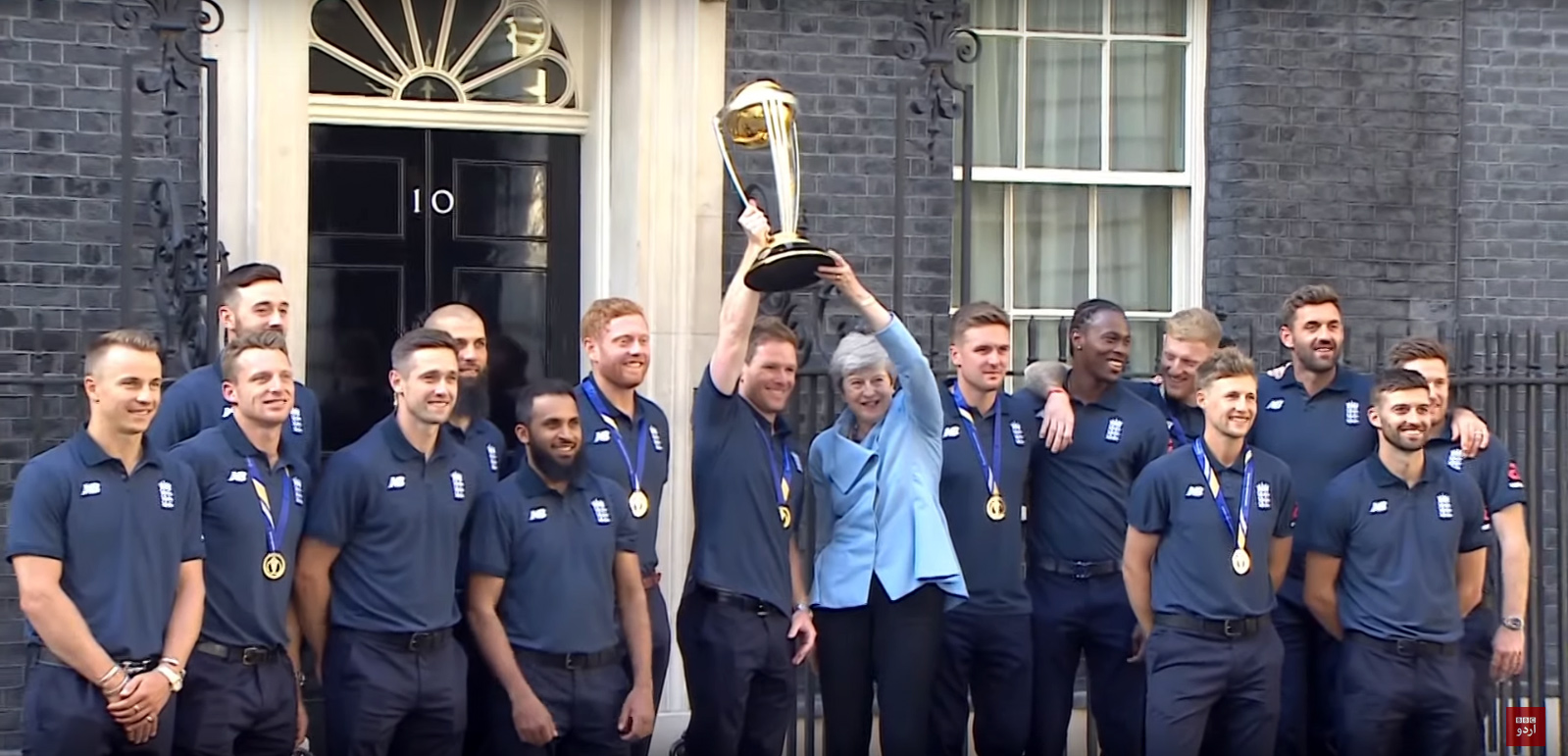
Empfang der englischen Cricket-Nationalmannschaft nach dem Gewinn der Weltmeisterschaft 2019 durch die damalige Premierministerin Theresa May

| ODIs              | ODIs        | ODIs    | ODIs    | ODIs    | ODIs    | ODIs    | ODIs    | ODIs    |
| Batting           | Batting     | Batting | Batting | Batting | Batting | Batting | Batting | Batting |
| Spieler           | Mannschaft  | Spiele  | Innings | Runs    | Average | HS      | 100s    | 50s     |
| ----------------- | ----------- | ------- | ------- | ------- | ------- | ------- | ------- | ------- |
| Rohit Sharma      | Indien      | 9       | 9       | 648     | 81,00   | 140     | 5       | 1       |
| David Warner      | Australien  | 10      | 10      | 647     | 71,88   | 166     | 3       | 3       |
| Shakib Al Hasan   | Bangladesch | 8       | 8       | 606     | 86,57   | 124*    | 2       | 5       |
| Kane Williamson   | Neuseeland  | 10      | 9       | 578     | 74,96   | 148     | 2       | 2       |
| Joe Root          | England     | 11      | 11      | 556     | 61,77   | 107     | 2       | 3       |
| Bowling           |             |         |         |         |         |         |         |         |
| Spieler           | Mannschaft  | Spiele  | Overs   | Wickets | Average | BBI     | 5W      | 10W     |
| Mitchell Starc    | Australien  | 10      | 92.2    | 27      | 18,59   | 5/26    | 2       | 0       |
| Lockie Ferguson   | Neuseeland  | 9       | 83.4    | 21      | 19,47   | 4/37    | 0       | 0       |
| Jofra Archer      | England     | 11      | 100.5   | 20      | 23,05   | 3/27    | 0       | 0       |
| Mustafizur Rahman | Bangladesch | 8       | 72.1    | 20      | 24,20   | 5/59    | 2       | 0       |
| Jasprit Bumrah    | Indien      | 9       | 84.0    | 18      | 20,61   | 4/55    | 0       | 0       |
| Mark Wood         | England     | 10      | 89.4    | 18      | 25,72   | 3/18    | 0       | 0       |

## Organisation und Umfeld

### Korruptionsprävention
Da Wettbetrug im Cricket eine permanente Gefahr darstellt, hat die Korruptionseinheit des Weltverbandes Maßnahmen entwickelt, um diesem zu begegnen. So gab die Einheit vor dem Turnier bekannt, etwa ein Dutzend bekannte Wettbetrüger direkt kontaktiert zu haben und ihnen nahegelegt zu haben, sich vom Turnier fernzuhalten. Einreisesperren für fragliche Personen habe es nicht gegeben.

### Eintrittskarten
Nachdem der Turnierplan am 26. April 2018 bekanntgegeben wurde, wurden die Formalitäten zum Ticketverkauf bekanntgegeben. Insgesamt gab es etwa 800.000 Tickets für alle Spiele, die in mehreren Runden von Verlosungen für das Ticketkaufsrecht verteilt wurden. Im Finale wurden Tickets für bis zu 395 £ verkauft. Insgesamt hofften die Veranstalter, 40 Millionen GBP mit dem Ticketverkauf einzunehmen.

### Preisgelder
Insgesamt werden 10 Millionen US-Dollar als Preisgeld ausgeschüttet. Die Aufteilung erfolgt wie folgt:
| Erreichtes Ziel                            | Preisgeld (US-Dollar) |
| ------------------------------------------ | --------------------- |
| Gewinner                                   | 4.000.000 $           |
| Finalist                                   | 2.000.000 $           |
| Verlierer Halbfinale                       | 800.000 $             |
| Gewinn eines Vorrundenspiels               | 40.000 $              |
| Mannschaft die in der Vorrunde ausscheidet | 100.000 $             |

### Übertragungsrechte
Der Weltverband gab die folgenden Übertragungsrechte bekannt:
| Ort                                                        | TV-Übertragung               | Web-Streaming      | Mobil                                                |
| ---------------------------------------------------------- | ---------------------------- | ------------------ | ---------------------------------------------------- |
| Afghanistan                                                | Radio Television Afghanistan |                    |                                                      |
| Arabische Welt                                             | OSN                          | OSN, Wavo          | OSN, Wavo                                            |
| Karibik                                                    | ESPN Caribbean               |                    | ESPN Play Caribbean                                  |
| Südamerika                                                 |                              |                    | ESPN Play North & ESPN Play South, Watch ESPN Brazil |
| Australien                                                 | Fox Sports, 9GEM             | Foxtel, Kayosports | Foxtel GO, Foxtel Now, Kayo Sports                   |
| Bangladesch                                                | GTV, Maasranga & BTV         | Rabbithole         | Rabbithole                                           |
| Singapur, Malaysia, Brunei, Hongkong                       | Star Cricket                 |                    |                                                      |
| Kanada                                                     | Willow TV                    | Hotstar            | Hotstar                                              |
| Volksrepublik China, Thailand, Japan, Indonesien, Südkorea | Fox Sports, Star Sports      | Fox Sports Asia    | Fox+                                                 |
| Europa (ohne UK & Irland)                                  | Yupp TV                      | Yupp TV            | Yupp TV                                              |
| Vereinigtes Königreich, Irland                             | Sky Sports                   | Sky Sports         | Sky Go                                               |
| Südpazifik                                                 | TVWAN                        |                    | Play Go                                              |
| Indien                                                     | Doordarshan, Star Sports     | Hotstar            | Hotstar                                              |
| Nepal, Malediven, Bhutan                                   | Star Sports                  | Hotstar            | Hotstar                                              |
| Zentralasien                                               | Yupp TV                      | Yupp TV            | Yupp TV                                              |
| Neuseeland                                                 | Sky Sport, Prime             | Fan Pass, Sky Go   | Fan Pass                                             |
| Pakistan                                                   | PTV Sports, Ten Sports       | PTV, SonyLiv       | PTV, SonyLiv                                         |
| Sri Lanka                                                  | SLRC                         | Channeleye         | Rupavahini                                           |
| Afrika                                                     | SuperSport                   | SuperSport         | SuperSport, Dstv                                     |
| Vereinigte Staaten                                         | Willow TV                    | Willow TV, Hotstar | Willow TV, Hotstar                                   |

Als Kommentatoren verkündete der ICC am 16. Mai 2019 die folgenden zumeist ehemaligen Spieler:
| - Athar Ali Khan - Michael Atherton - Harsha Bhogle - Ian Bishop - Michael Clark - Simon Doull - Sourav Ganguly - Isa Guha | - Michael Holding - Nasser Hussain - Melanie Jones - Sanjay Manjrekar - Pommie Mbangwa - Brendon McCullum - Alison Mitchell - Mark Nicholas | - Shaun Pollock - Ramiz Raja - Kumar Sangakkara - Graeme Smith - Ian Smith - Michael Slater - Ian Ward - Wasim Akram |